# 德西兹
德西兹（法語：Decize，法語發音：[dəsiz]），法国中部城市，勃艮第-弗朗什-孔泰大区涅夫勒省的一个市镇，隶属于讷韦尔区，其市镇面积为48.22平方公里，2022年1月1日时人口数量为5,025人，是该省人口第四多的市镇，在法国城市中排名第2,129位。
德西兹位于涅夫勒省南部，卢瓦尔河与其支流阿龙河在此交汇，近代因煤炭开采及运河航运而闻名，现代为一个区域性的中心城市，讷韦尔－沙尼铁路由此通过。

## 地名来源

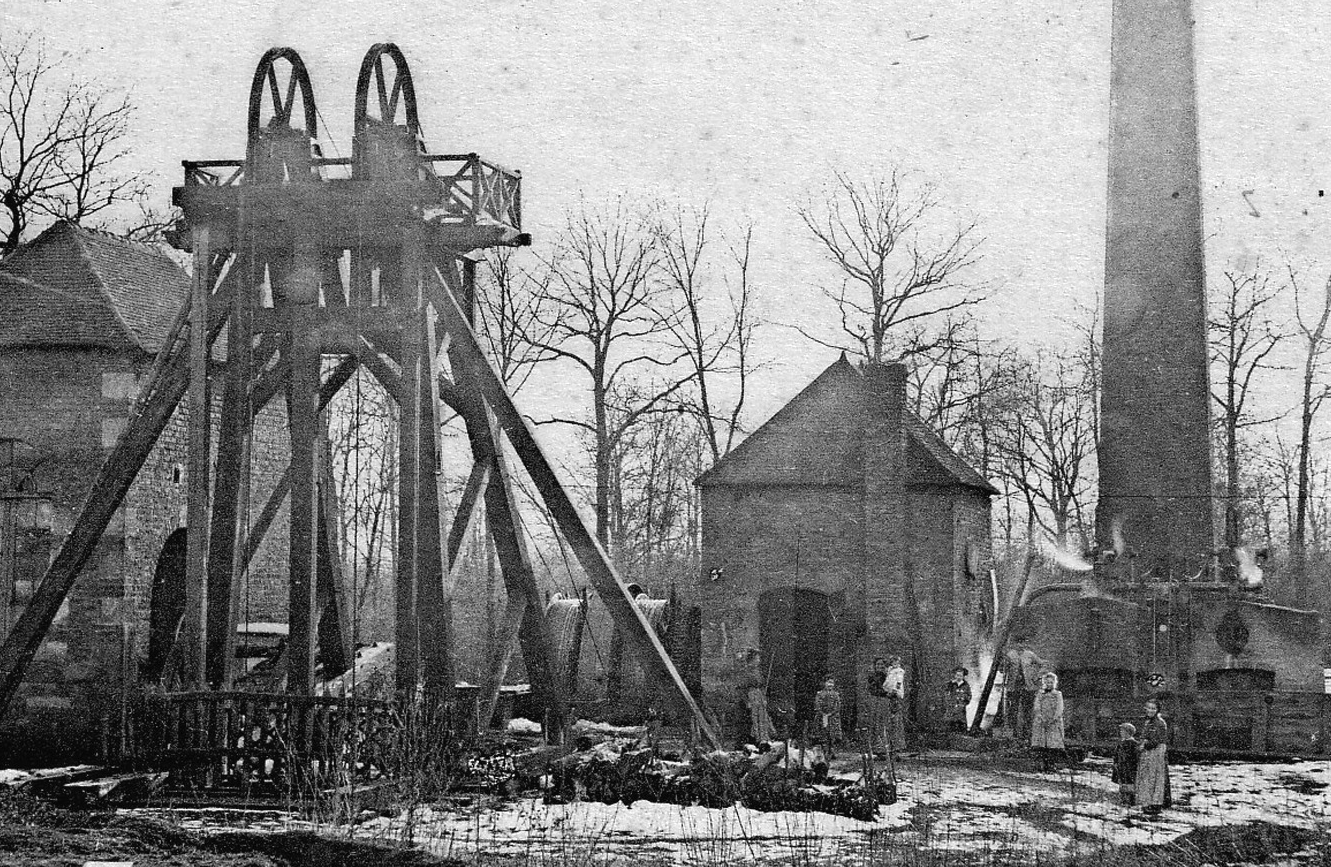
德西兹煤矿

“德西兹”一名来源于其高卢时期的名称“Decetia”，最初在凯撒大帝的《高卢战记》中被记载。
法国大革命期间，德西兹被共和派先后更名为“Decize-le-Rocher”和“Rocher-la-Montagne”。

## 历史
德西兹早在高卢-罗马时期就已成为一个集镇，此后长期为卢瓦尔河畔的一处城邦，讷韦尔伯爵曾在此修建城堡。法国大革命后，德西兹成为涅夫勒省的一个市镇，并在1790至1795年间为该省的一个地区行署。工业革命期间，讷韦尔－沙尼铁路建成通车，德西兹附近区域发现煤炭资源，当地出现了多个相关工业部门，人口数量增加，煤矿开采活动在20世纪中期逐渐停止。

## 地理

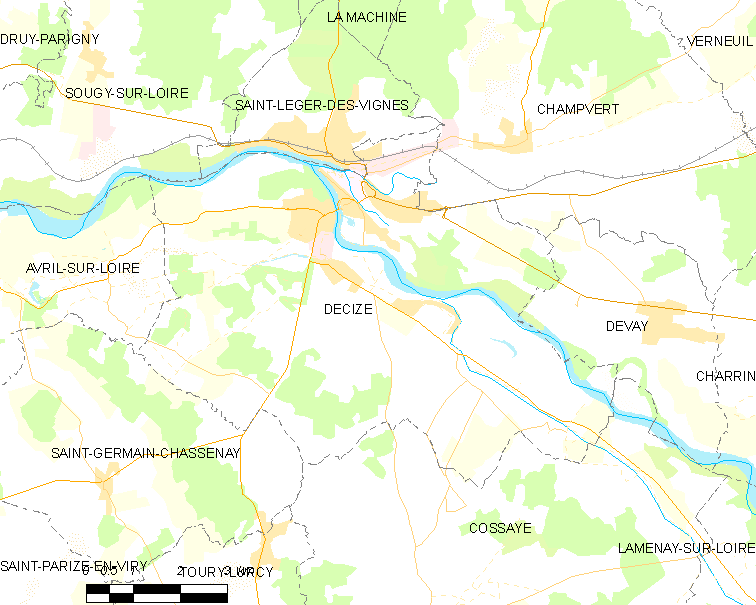
德西兹市镇范围地图

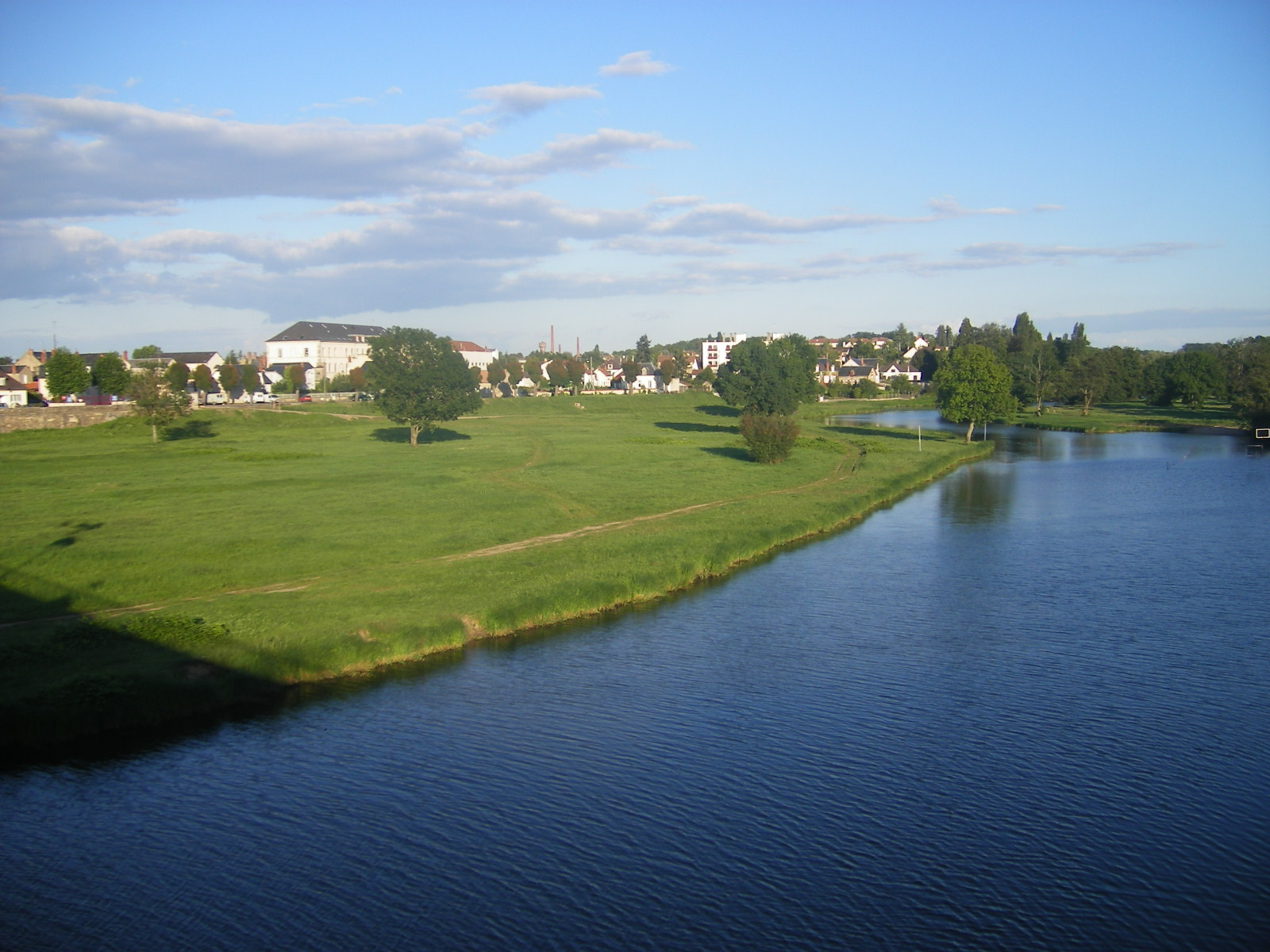
卢瓦尔河故道

德西兹位于法国中部，勃艮第-弗朗什-孔泰大区西南部和涅夫勒省南部，距离省会讷韦尔大约34公里。与德西兹接壤的市镇包括：卢瓦尔河畔苏日、圣莱热代维涅、尚韦尔、卢瓦尔河畔阿夫里勒、圣日耳曼-沙斯奈、德韦和科赛。

### 地形
德西兹位于莫尔旺山脉与贝里平原的过渡地区，境内地势平坦，东部略高于西部，全境海拔在183到243米之间。

### 水文
卢瓦尔河干流自东南向西北流经境内，原从城市东侧穿过，后改道经城市西侧，其故道成为一处牛轭湖；卢瓦尔河右岸支流阿龙河在此与其交汇，另有人工开凿的尼韦尔奈运河从市区北侧经过，可供小型船只通过。

### 植被
德西兹属于温带阔叶混交林区，林地广泛分布于河流及水域附近。
在鲜花城市的评比中，德西兹被评为2星级鲜花城市。

### 气候
德西兹在柯本气候分类法中属于带有一定大陆性特征的温带海洋性气候（Cfb）。
德西兹境内设有气象站，以下为该气象站的数据（其中日照数据取自讷韦尔）：
| 德西兹 1981年－2010年 | 德西兹 1981年－2010年 | 德西兹 1981年－2010年 | 德西兹 1981年－2010年 | 德西兹 1981年－2010年 | 德西兹 1981年－2010年 | 德西兹 1981年－2010年 | 德西兹 1981年－2010年 | 德西兹 1981年－2010年 | 德西兹 1981年－2010年 | 德西兹 1981年－2010年 | 德西兹 1981年－2010年 | 德西兹 1981年－2010年 | 德西兹 1981年－2010年 |
| 月份                  | 1月                   | 2月                   | 3月                   | 4月                   | 5月                   | 6月                   | 7月                   | 8月                   | 9月                   | 10月                  | 11月                  | 12月                  | 全年                  |
| --------------------- | --------------------- | --------------------- | --------------------- | --------------------- | --------------------- | --------------------- | --------------------- | --------------------- | --------------------- | --------------------- | --------------------- | --------------------- | --------------------- |
| 历史最高温 °C（°F）   | 17.9 (64.2)           | 20.2 (68.4)           | 25.5 (77.9)           | 30.7 (87.3)           | 33 (91)               | 40.6 (105.1)          | 40 (104)              | 43.1 (109.6)          | 36.4 (97.5)           | 30.7 (87.3)           | 22.7 (72.9)           | 18.5 (65.3)           | 43.1 (109.6)          |
| 平均高温 °C（°F）     | 6.7 (44.1)            | 8.6 (47.5)            | 12.9 (55.2)           | 16.4 (61.5)           | 20.7 (69.3)           | 24.5 (76.1)           | 27.4 (81.3)           | 27 (81)               | 22.7 (72.9)           | 17.5 (63.5)           | 10.7 (51.3)           | 7.1 (44.8)            | 16.9 (62.4)           |
| 日均气温 °C（°F）     | 3.4 (38.1)            | 4.3 (39.7)            | 7.6 (45.7)            | 10.5 (50.9)           | 14.7 (58.5)           | 18.1 (64.6)           | 20.5 (68.9)           | 20.1 (68.2)           | 16.4 (61.5)           | 12.5 (54.5)           | 6.8 (44.2)            | 3.9 (39.0)            | 11.6 (52.9)           |
| 平均低温 °C（°F）     | 0 (32)                | 0.1 (32.2)            | 2.3 (36.1)            | 4.6 (40.3)            | 8.6 (47.5)            | 11.7 (53.1)           | 13.6 (56.5)           | 13.2 (55.8)           | 10 (50)               | 7.5 (45.5)            | 2.9 (37.2)            | 0.7 (33.3)            | 6.3 (43.3)            |
| 历史最低温 °C（°F）   | −24 (−11)             | −14 (7)               | −12.8 (9.0)           | −7.4 (18.7)           | −2 (28)               | 1 (34)                | 5.3 (41.5)            | 2.2 (36.0)            | −1.1 (30.0)           | −6.9 (19.6)           | −10.3 (13.5)          | −16.2 (2.8)           | −24 (−11)             |
| 平均降水量 mm（）     | 66.6 (2.62)           | 61.5 (2.42)           | 57.8 (2.28)           | 74 (2.9)              | 86.4 (3.40)           | 72.6 (2.86)           | 65.8 (2.59)           | 67 (2.6)              | 77.4 (3.05)           | 81.4 (3.20)           | 78.6 (3.09)           | 77.7 (3.06)           | 866.8 (34.13)         |
| 月均日照時數          | 65.5                  | 85.6                  | 147.7                 | 170.3                 | 197.9                 | 223.2                 | 235                   | 227.5                 | 180                   | 121                   | 65.4                  | 54.9                  | 1,774                 |
| 来源：infoclimat.fr   |                       |                       |                       |                       |                       |                       |                       |                       |                       |                       |                       |                       |                       |

## 行政区划
德西兹的市镇编号为58095，邮政编号为58300。
在行政管理方面，德西兹隶属于法国勃艮第-弗朗什-孔泰大区涅夫勒省讷韦尔区；在地方选举方面，德西兹是德西兹县的中央投票站所在地，其市镇范围全境被划入涅夫勒省第二选区；在社会管理方面，德西兹是南涅夫勒市镇公共社区的办公驻地。
截至2023年7月，德西兹市镇范围内暂无城市敏感街区及城市政策优先街区。
法国国家统计与经济研究所（简称）在进行数据统计时，将德西兹及相邻的圣莱热代维涅设为德西兹城市核心区（Unité urbaine de Decize）及德西兹城市区（Aire urbaine de Decize）。自2020年起，德西兹城市区被相同范围的德西兹城市辐射区代替。此外，还将德西兹市镇分为了三个“块区”（IRIS），以便于统计人口分布情况。

## 交通

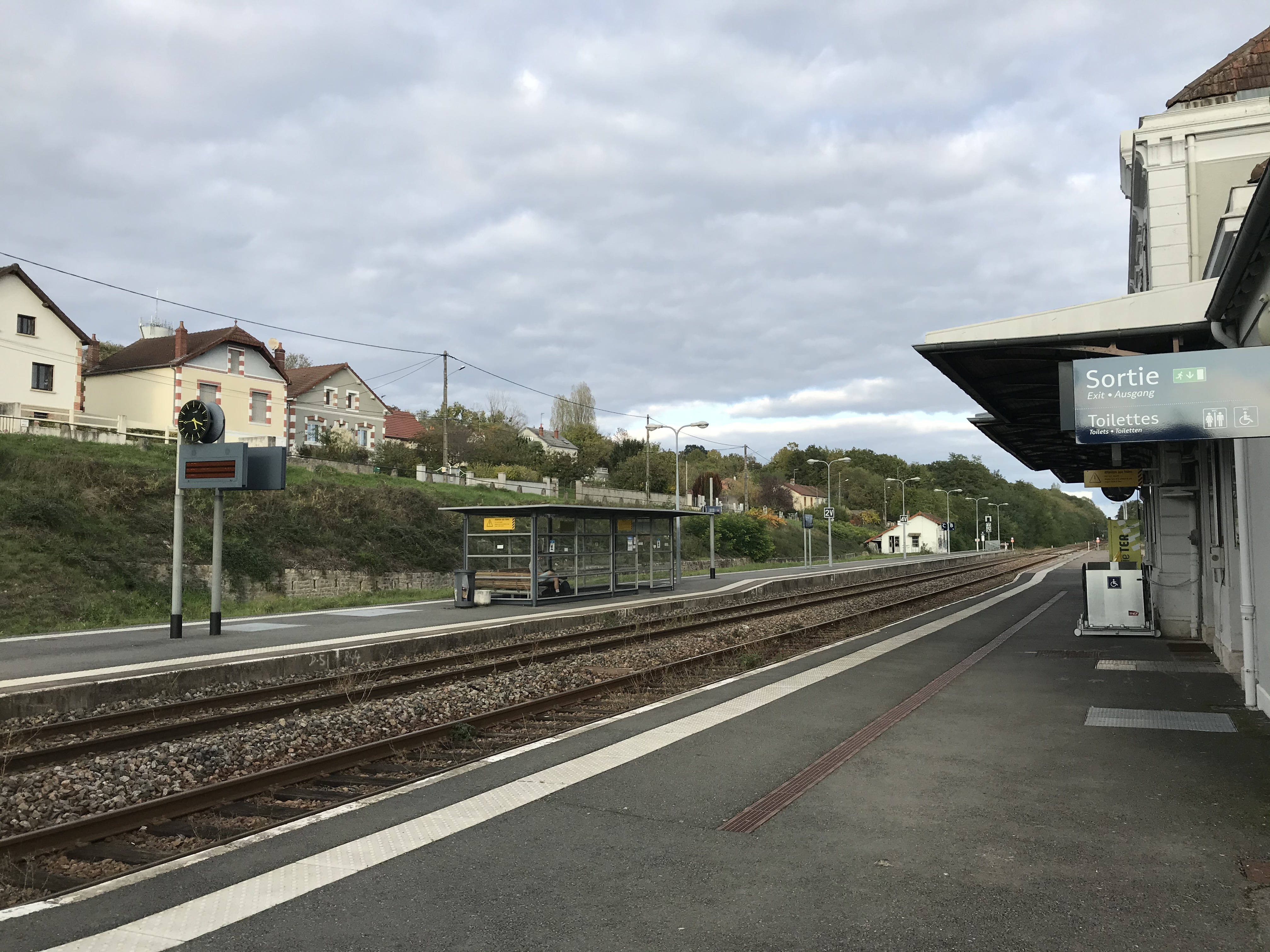
德西兹火车站的站台

### 公路
多条涅夫勒省省道在德西兹境内交汇，勃艮第-弗朗什-孔泰大区下属的城际客运提供巴士线路，可前往讷韦尔和穆兰等地。
| 36 | 31 |

| 付费 | 46 |

| 讷韦尔 | 35 |

| 塞西拉图尔 | 18 |

| 穆兰 | 34 |

| 圣皮埃尔勒穆捷 | 32 |

| 波旁朗西 | 38 |

| 吕济 | 43 |

2017年，64%的德西兹家庭拥有至少一辆的私人汽车。2018年，德西兹境内共发生各类交通事故9起，造成1-人受伤。

### 铁路
德西兹位于讷韦尔－沙尼铁路上。德西兹站位于市区北部，该站停靠往返于讷韦尔和第戎一线的区域列车。

### 航空
距离德西兹最近的民用航空站为134公里外的克莱蒙费朗机场。

### 城市公共交通
截至2023年7月，德西兹暂无城市公共交通系统。

## 政治

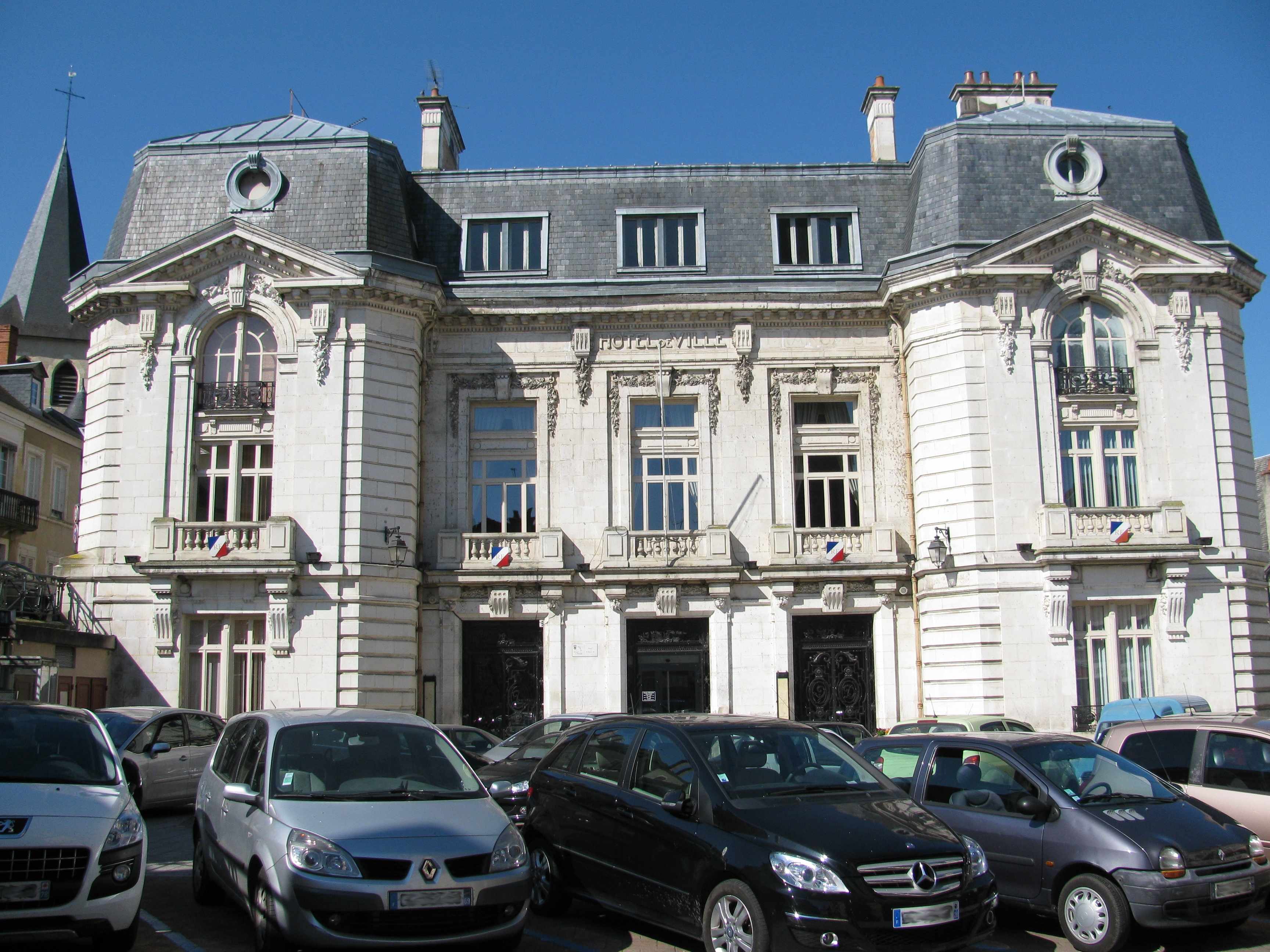
德西兹市政厅

德西兹的现任市长为朱斯蒂娜·吉约女士（Justine GUYOT），她是一名左翼无党派人士，在2020年的市政选举中获得了69.07%的支持率。
| 德西兹历届市长 | 德西兹历届市长                     | 德西兹历届市长              |
| 任期           | 市长                               | 党派                        |
| -------------- | ---------------------------------- | --------------------------- |
| 1945年－1953年 | Émile HOZETTE 埃米尔·奥泽特        | SFIO工人国际法国支部        |
| 1953年－1955年 | M. MARCELET 马尔瑟莱先生           | 不详                        |
| 1955年－1983年 | Théodore GÉRARD 泰奥多尔·热拉尔    | PS社会党                    |
| 1983年－1989年 | Janine SATTONNET 雅妮娜·萨托内     | DVD右翼无党派人士           |
| 1989年－1995年 | Jean-Noël LE BRAS 让-诺埃尔·勒布拉 | PS社会党                    |
| 1995年－2000年 | François PERROT 弗朗索瓦·佩罗      | PS社会党                    |
| 2000年－2008年 | André VALLET 安德烈·瓦莱           | PS社会党                    |
| 2008年－2017年 | Alain LASSUS 阿兰·拉叙             | PS社会党                    |
| 2017年－       | Justine GUYOT 朱斯蒂娜·吉约        | PS社会党 →DVG左翼无党派人士 |

### 各级选举
| 德西兹历届投票选举结果 | 德西兹历届投票选举结果 | 德西兹历届投票选举结果 | 德西兹历届投票选举结果 | 德西兹历届投票选举结果        | 德西兹历届投票选举结果 | 德西兹历届投票选举结果 | 德西兹历届投票选举结果        | 德西兹历届投票选举结果 | 德西兹历届投票选举结果 |
| 选举项目               | 选举范围               | 选区单位               | 选区单位内的选举结果   | 选区单位内的选举结果          | 选区单位内的选举结果   | 选区单位内的选举结果   | 选区单位内的选举结果          | 选区单位内的选举结果   | 参考资料               |
| 选举项目               | 选举范围               | 选区单位               | 第一轮胜出者           | 第一轮胜出者                  | 支持率                 | 第二轮胜出者           | 第二轮胜出者                  | 支持率                 | 参考资料               |
| ---------------------- | ---------------------- | ---------------------- | ---------------------- | ----------------------------- | ---------------------- | ---------------------- | ----------------------------- | ---------------------- | ---------------------- |
| 2017年法國總統選舉     | 法國                   | 市镇                   |                        | 埃马纽埃尔·马克龙             | 27.3%                  |                        | 埃马纽埃尔·马克龙             | 65.13%                 | [ 20 ]                 |
| 2017年法国立法选举     | 涅夫勒省第二选区       | 市镇                   |                        | 帕特里斯·佩罗                 | 47.56%                 |                        | 帕特里斯·佩罗                 | 67.25%                 | [ 20 ]                 |
| 2019年欧洲议会选举     | 法國                   | 市镇                   |                        | 若尔丹·巴尔代拉               | 27.19%                 | （不适用）             | （不适用）                    | （不适用）             | [ 23 ]                 |
| 2021年法国省级选举     | 涅夫勒省               | 县                     |                        | 朱斯蒂娜·居约 弗雷德里克·鲁瓦 | 61.19%                 |                        | 朱斯蒂娜·居约 弗雷德里克·鲁瓦 | 68.44%                 | [ 24 ]                 |
| 2021年法国省级选举     | 涅夫勒省               | 市镇                   |                        | 朱斯蒂娜·居约 弗雷德里克·鲁瓦 | 63.33%                 |                        | 朱斯蒂娜·居约 弗雷德里克·鲁瓦 | 70.08%                 | [ 24 ]                 |
| 2021年法国大区选举     |                        | 市镇                   |                        | 德尼·蒂里奥                   | 27.72%                 |                        | 玛丽-吉特·迪费                | 46.14%                 | [ 25 ]                 |
| 2022年法国总统选举     | 法國                   | 市镇                   |                        | 埃马纽埃尔·马克龙             | 30.42%                 |                        | 埃马纽埃尔·马克龙             | 53.62%                 | [ 20 ]                 |
| 2022年法国立法选举     | 涅夫勒省第二选区       | 市镇                   |                        | 帕特里斯·佩罗                 | 40.05%                 |                        | 帕特里斯·佩罗                 | 45.01%                 | [ 20 ]                 |

## 人口
2020年，德西兹市镇人口数量为5,193，在法国排名第2,129位。其中男性2,432人，女性2,801人，75岁及以上人口占18.0%，外籍人口数量为161人，人口密度为108人/平方公里，当地居民被称为（女性）。2020年，德西兹境内出生31人，死亡人口101人。
| 德西兹1901年－2020年人口变化情况 |
|                                  |
| 数据来源：Cassini、INSEE         |

## 经济
德西兹是一个区域性的中心城市。截至2023年7月，德西兹市镇范围内共有各类用人单位（包含自雇）678家，平均历史为22年，其中99.2%为中小型企业（PME），2023年5月至7月间，当地的经济活力指数为0。 （大型零售）、（橡胶生产）及（橡胶生产）是当地2021年营业额最高的三个企业，分别为28,141,732欧元、21,035,253欧元和16,764,427欧元。

## 财政与居民收入
2021年，德西兹的财政收入总额为6,580,280欧元，财政支出总额为6,159,460欧元，当年的债务总额为3,872,060欧元。2021年，德西兹市镇通过增值税获得230,900欧元的收入，此外当地还共获得了495,080欧元的国家直接财政补助。
2019年，德西兹的人均月收入总额为1,975欧元，其中高级职员为3,876欧元，低于法国平均水平（4,230欧元）；中级职员为2,311欧元，低于法国平均水平（2,411欧元）；普通职员为1,603欧元，亦低于法国平均水平（1,740欧元）。
2019年，德西兹境内的贫困率为16%，青壮年（15至64岁）失业率为14.4%；当地38.2%的家庭拥有纳税资格，平均纳税1,923欧元，低于法国平均水平（4,393欧元）。

## 社会事务

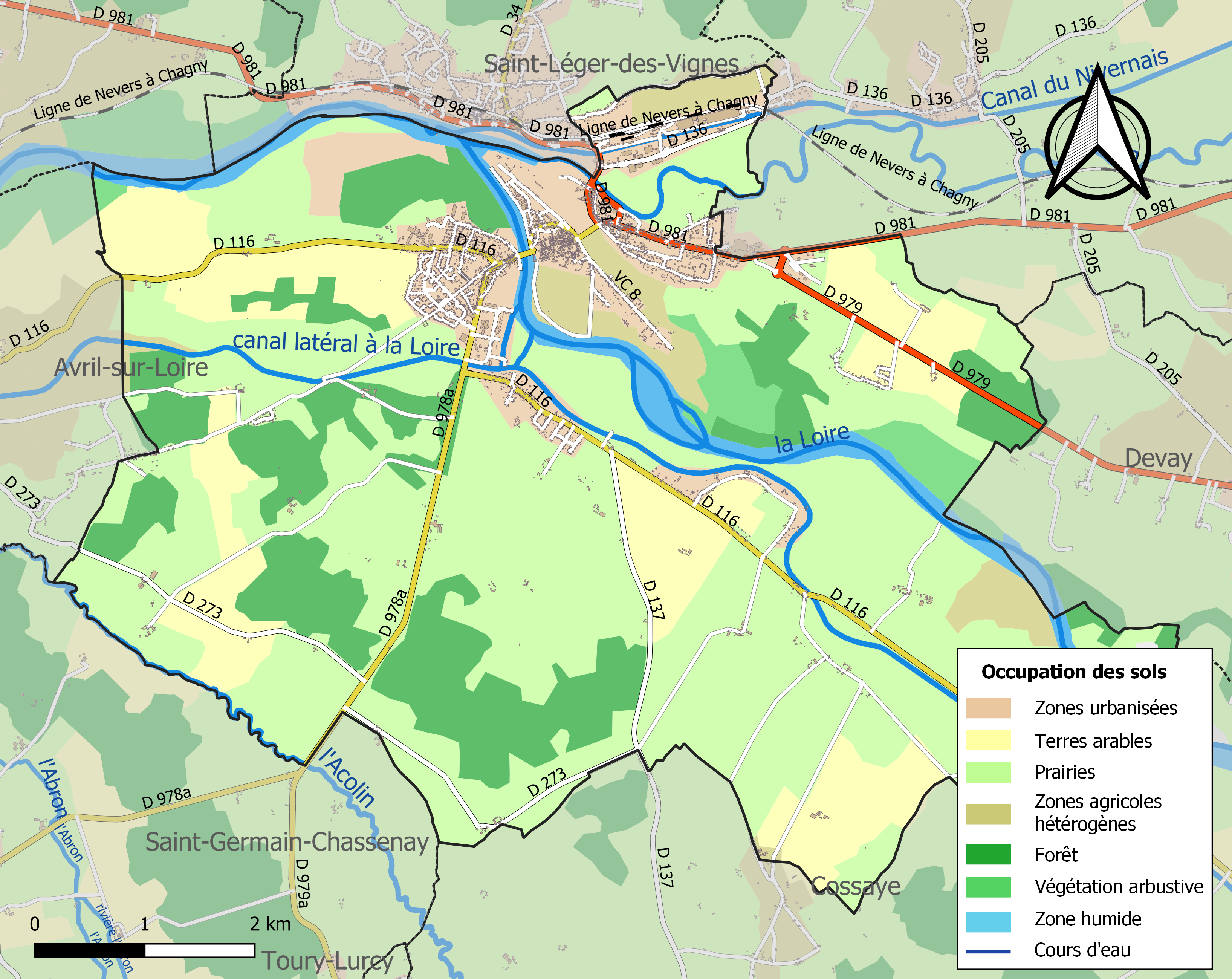
德西兹土地利用情况地图

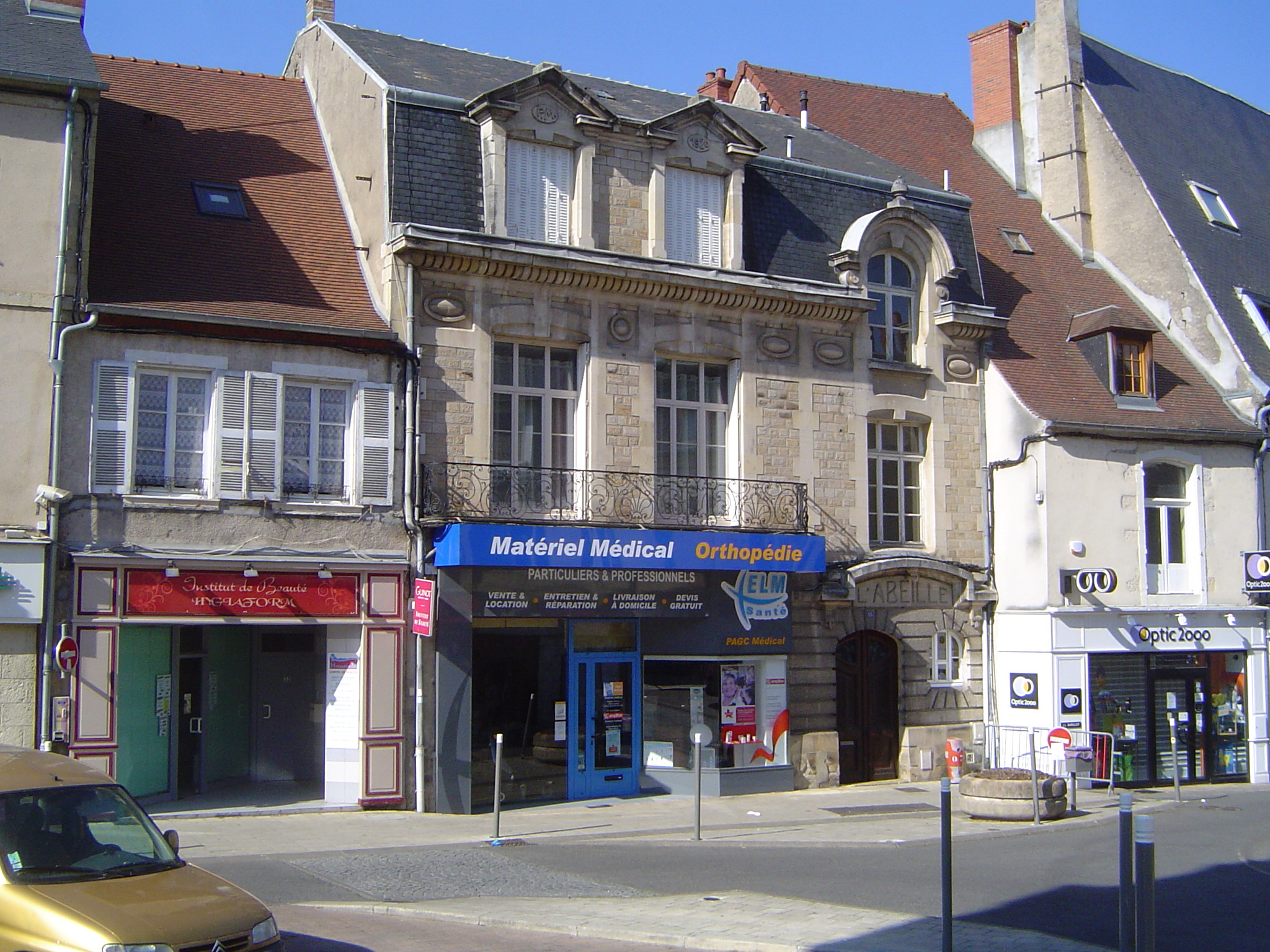
德西兹市中心的商铺

### 教育
德西兹属于第戎学区。截至2021年1月1日，德西兹境内共有1所幼儿园、4所小学、2所初级中学和1所普通高中。2021至2022学年度，德西兹境内共有在校中等教育阶段学生1,024名。
在高等教育方面，德西兹境内有一所卫生学校。

### 医疗
截至2021年1月1日，德西兹境内共有全科医生2名、保健师3名、牙医6名、护士7名、眼科医生1名和皮肤科医生1名。境内共有药房3家、养老院1家、残疾人帮扶中心1家。
德西兹中心医院（Centre Hospitalier de Decize）是法国的一个区域性医疗机构，其主病区位于德西兹市区，设有床位129个，是当地规模最大的公立综合性医院。

### 住房
2019年，德西兹境内共有各类住房3,457套，其中57.3%为独立式居民区，42.5%为集中式居民区。常住房屋占德西兹市镇范围内居民建筑总量的80.7%。
在住房保障政策方面，2021年，德西兹境内共有641户家庭获得了住房经济补助，受益人数占总人口数量的12.3%，其中622份为房租补助。

### 商业
2021年，德西兹境内共有各类实体商铺131家，其中餐厅21家、大型超市5家、面包房6家、肉铺3家、书店2家、银行门店7家、美容美发店10家、汽车维修店8家。市区东北部和西南部分别建有E.Leclerc和Intermarché购物商场。

### 体育
2021年，德西兹境内共有1家游泳池、1间体育馆、5处网球场、2处足球或橄榄球场以及1处高尔夫球场。
截至2023年7月，德西兹境内共有两家注册足球俱乐部。德西兹足球俱乐部（Football Club Decize，编号551038）是当地的代表性足球队，成立于1932年，2003至2022年间曾与相邻的安菲足球俱乐部合并，其主队2023至2024赛季参加勃艮第-弗朗什-孔泰大区足球联赛乙组（法国第七级别），其主场为大堂球场（Stade des Halles）。

### 环境
德西兹的环境事务由其所属的公共社区负责。2021年，德西兹境内共有2家污染企业。

### 治安
2021年，德西兹市镇范围内有1处宪兵队。
德西兹及其附近的共78个市镇是讷韦尔国家宪兵队（zone gendarmerie de Nevers）的管辖范围。2020年，该宪兵队累计记录各类案件2,681起，其中盗窃类案件1,511起，经济类案件444起，毒品交易类案件61起。

## 文化
2021年，德西兹境内有1家电影院。德西兹市政府提供多媒体中心，每周二、三、五、六向公众开放。

### 建筑
德西兹境内有多处历史建筑，其中德西兹城堡、圣阿雷教堂等为法国国家文物保护单位。

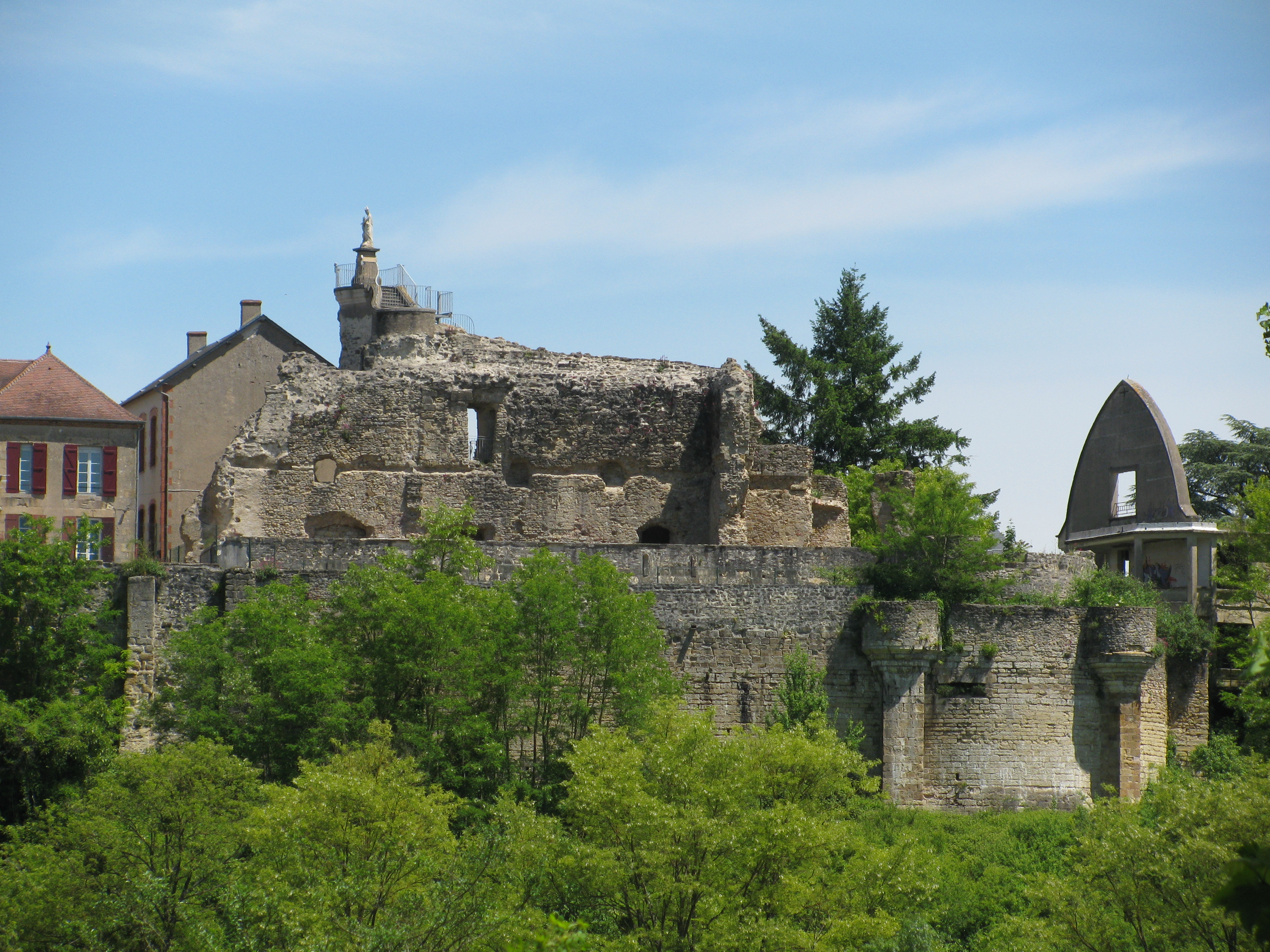
德西兹城堡（法语：Château de Decize）旧址
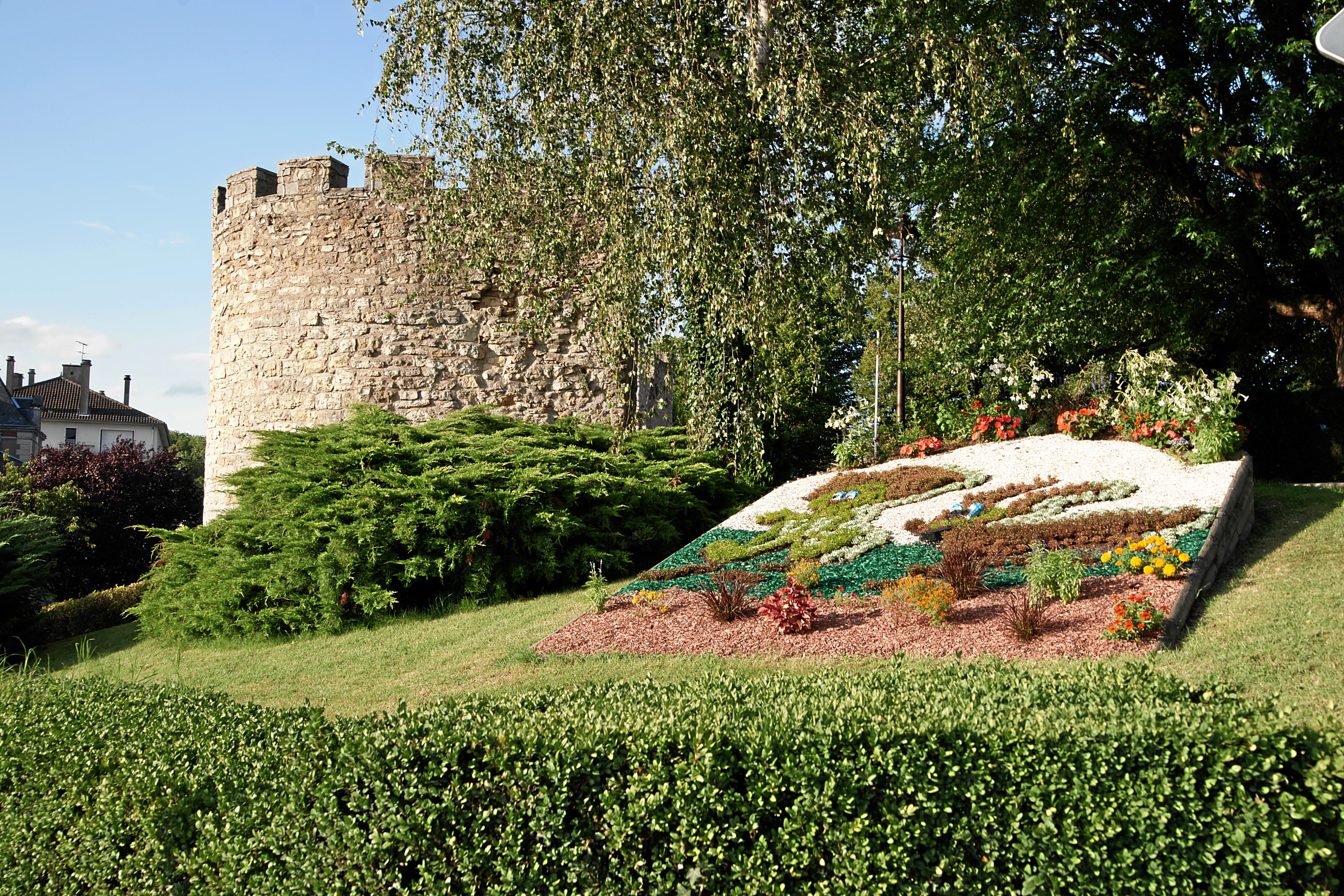
城墙旧址
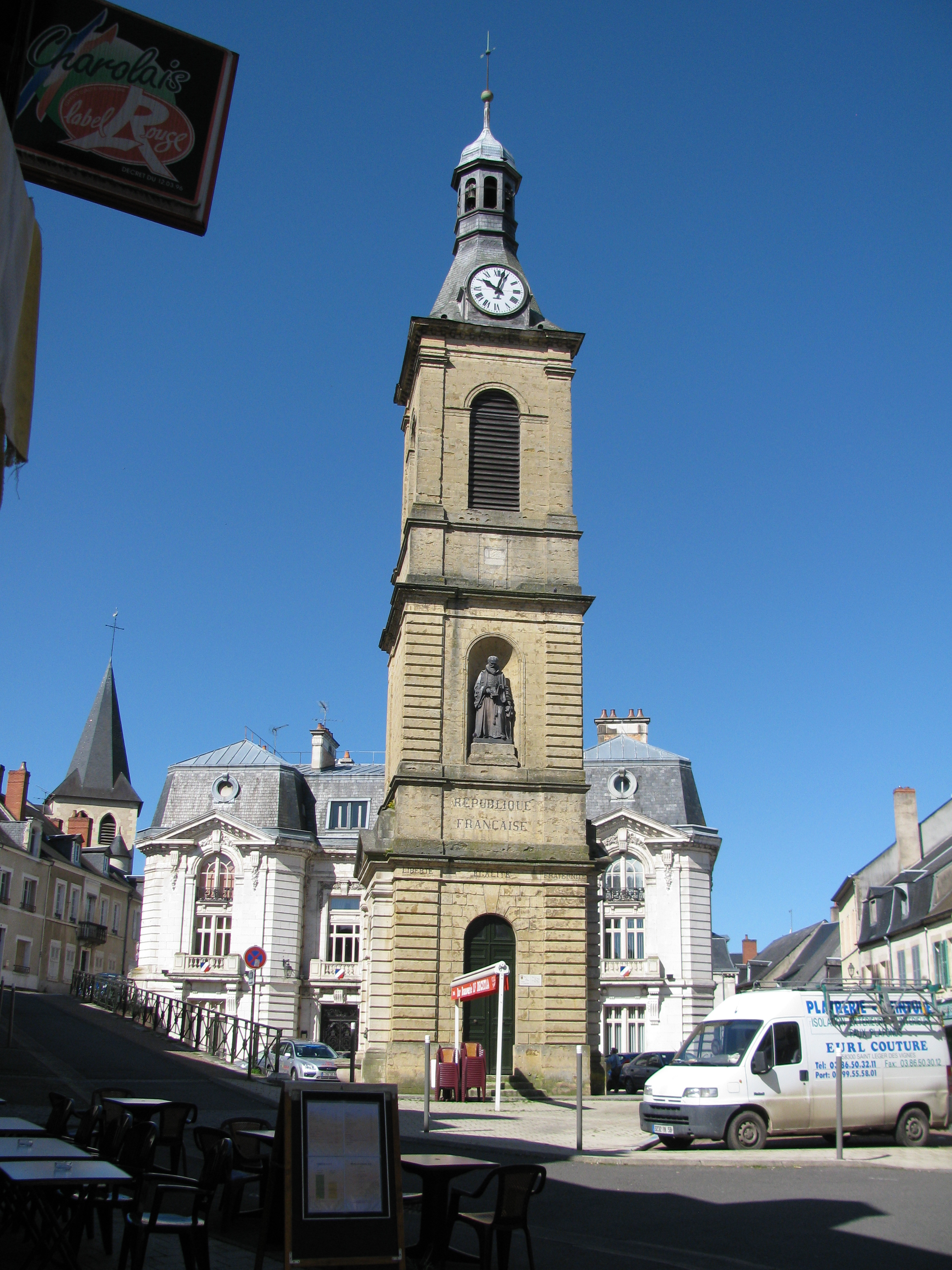
钟楼
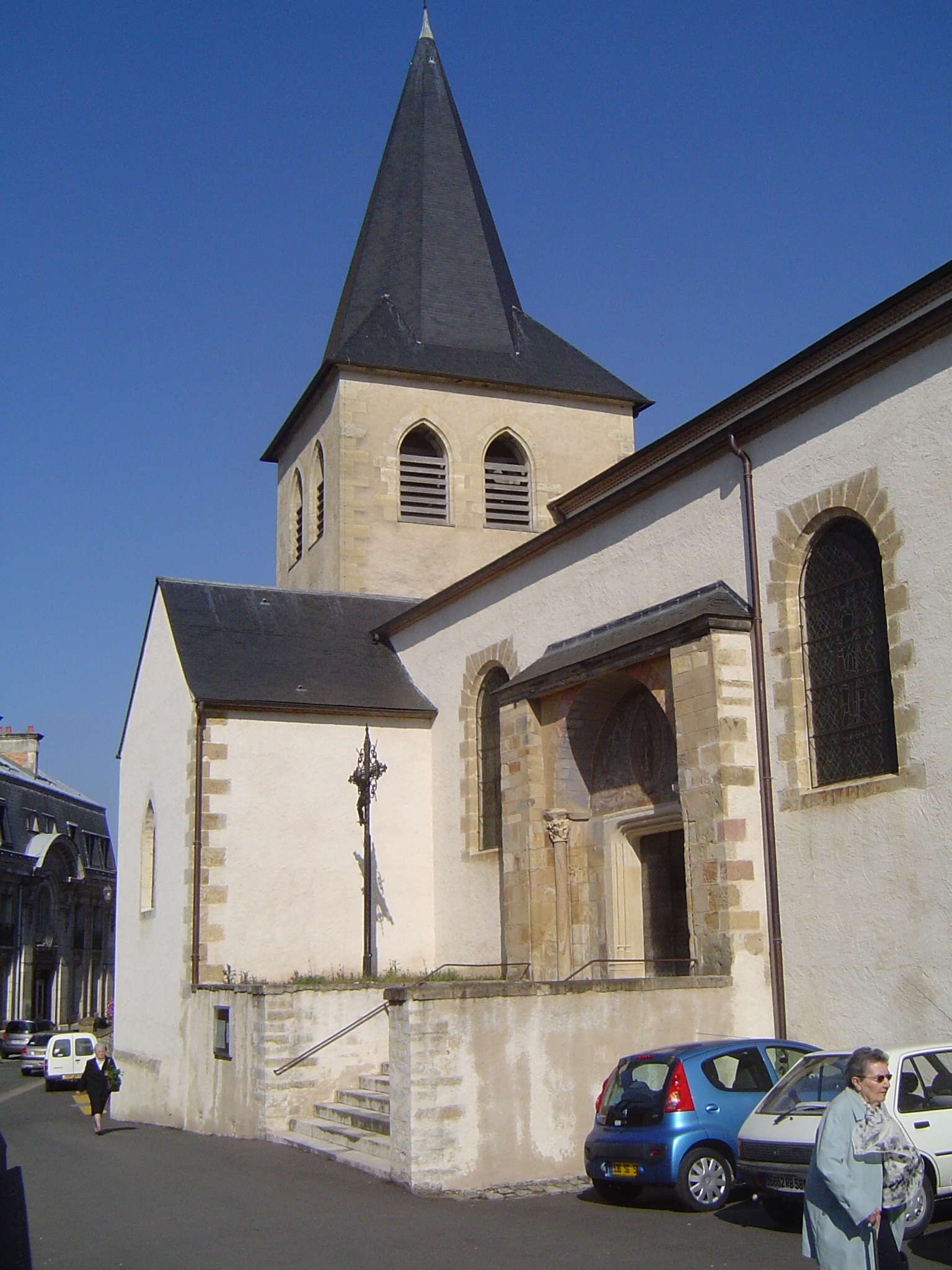
圣阿雷教堂（法语：Église Saint-Aré de Decize）
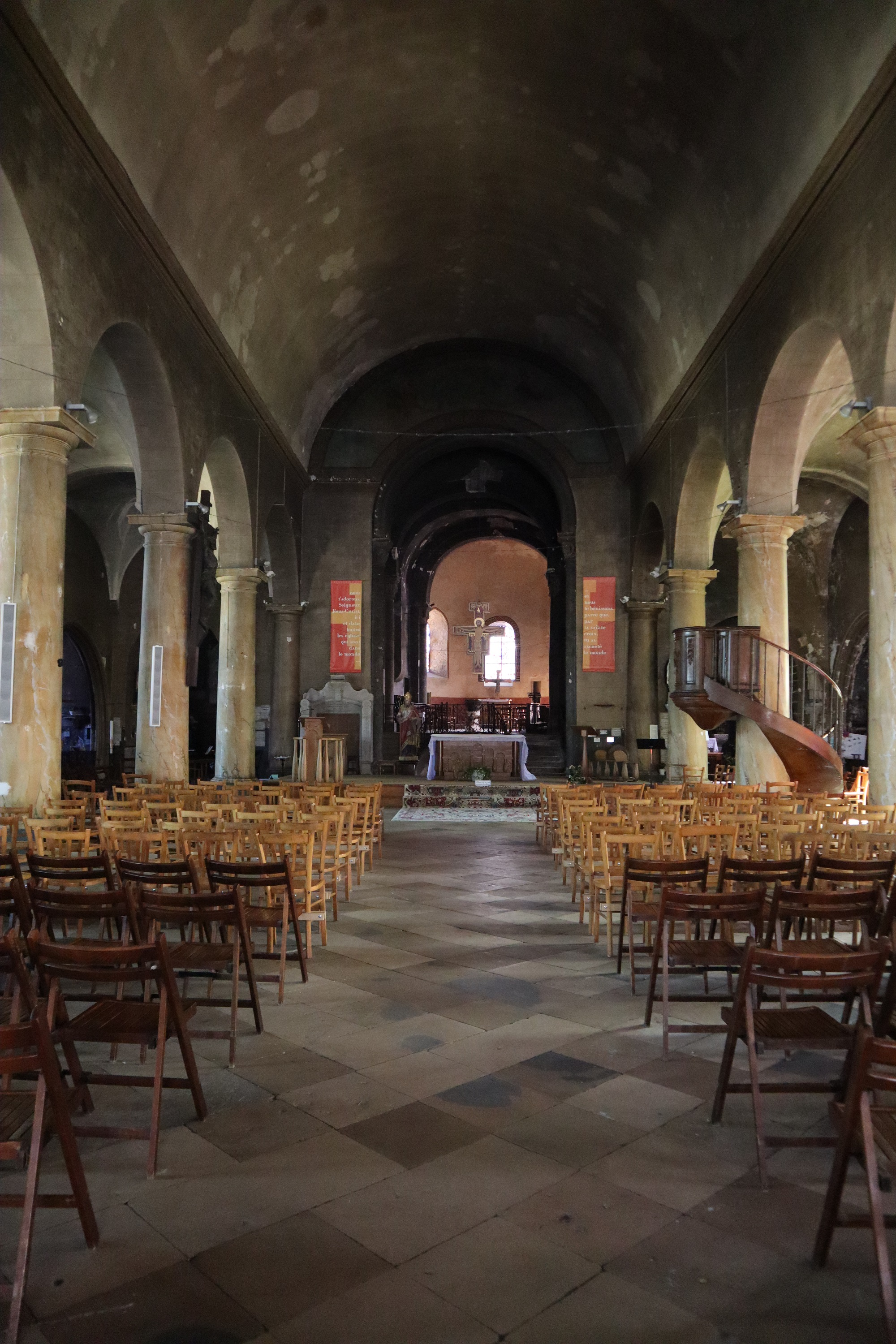
教堂大厅
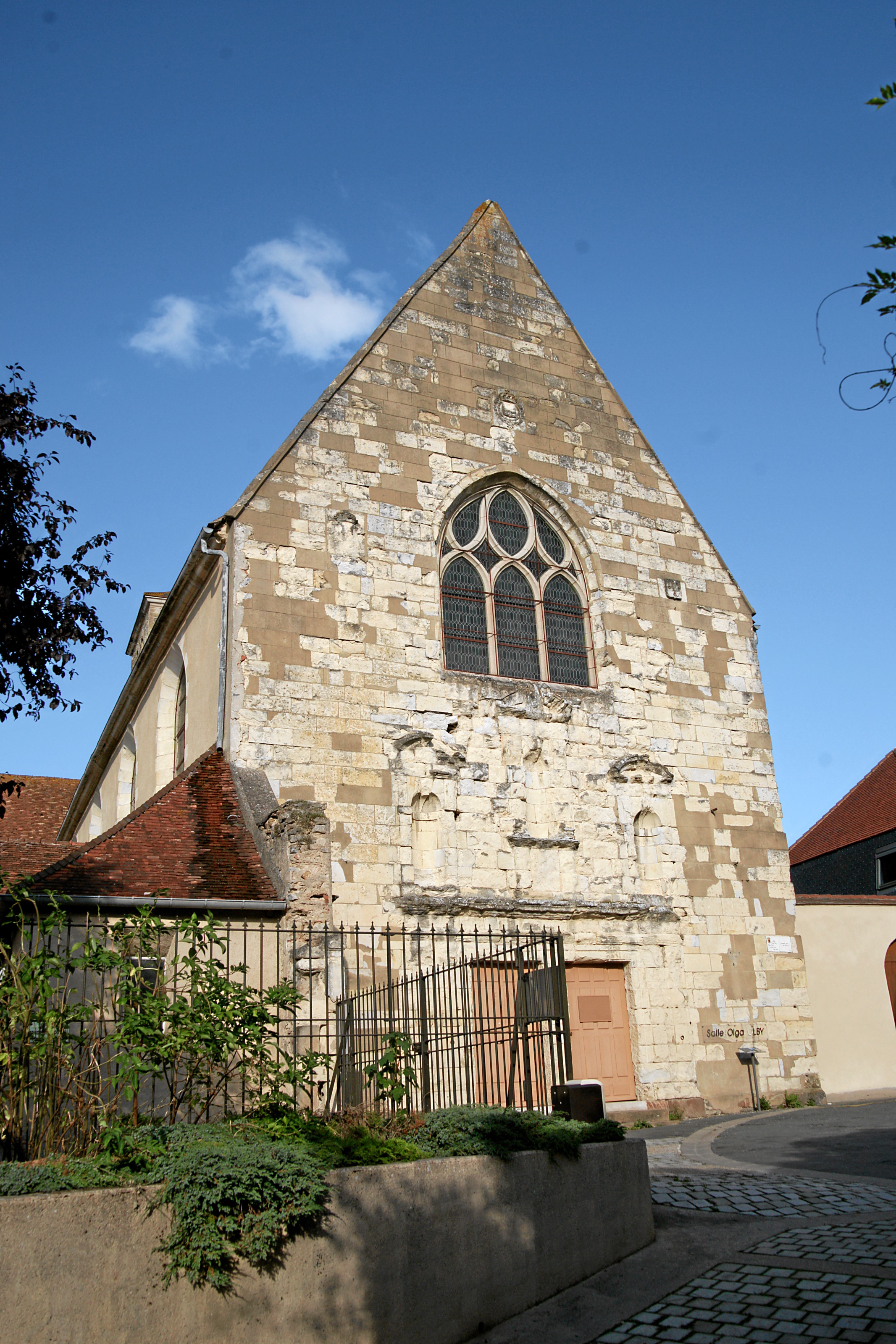
最小兄弟会堂
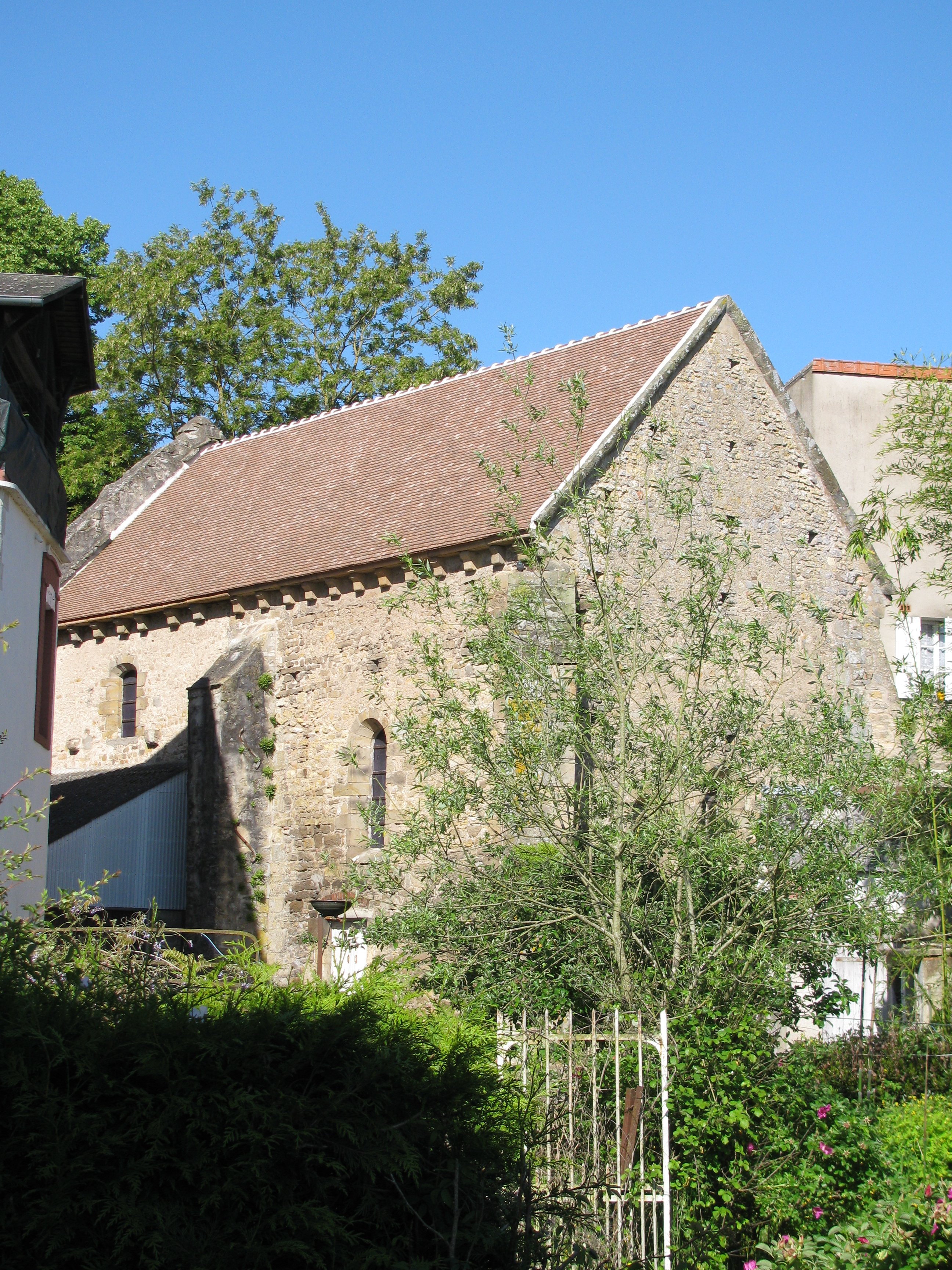
圣蒂博小教堂
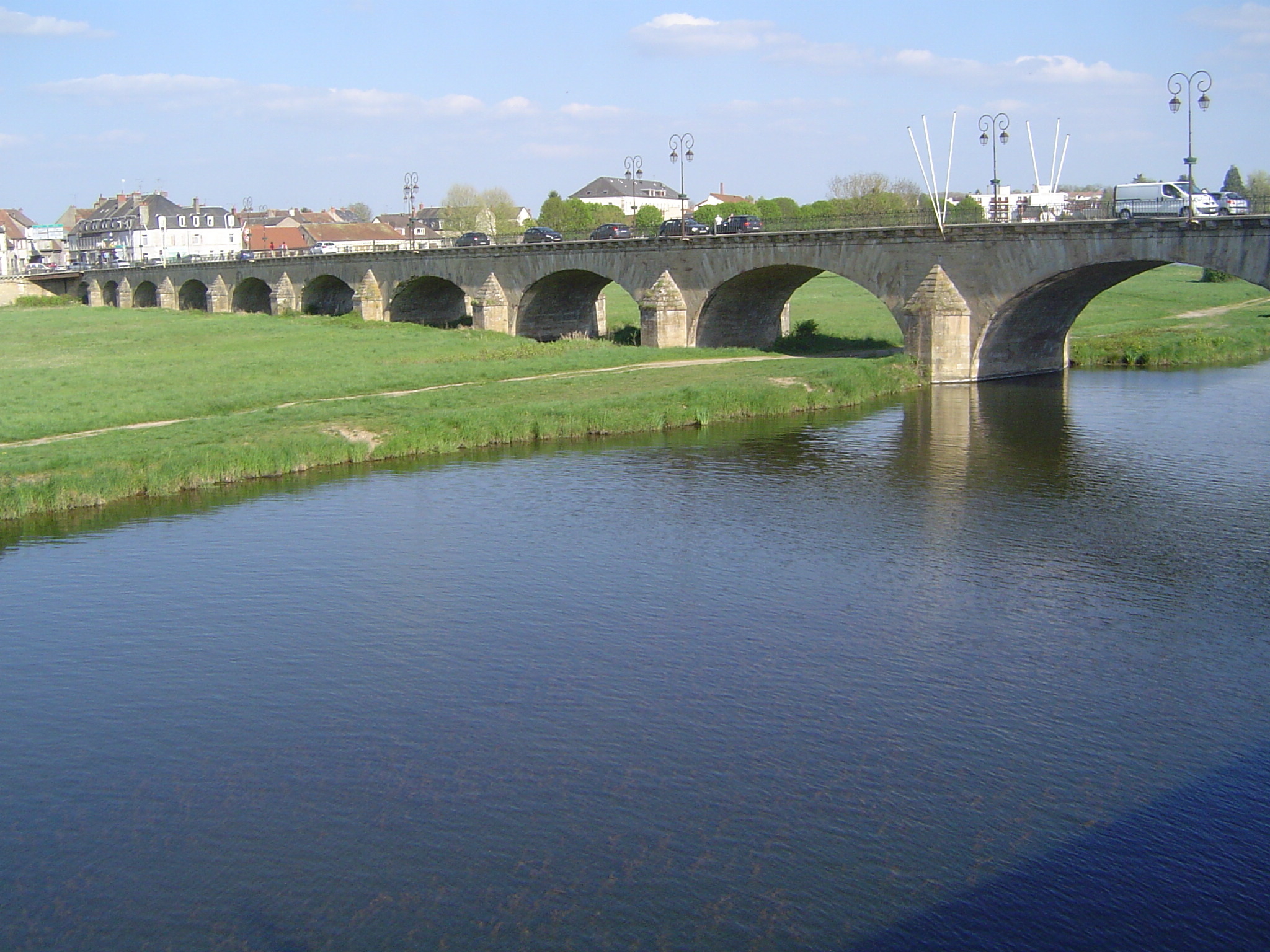
横跨卢瓦尔河故道的桥梁

### 旅游

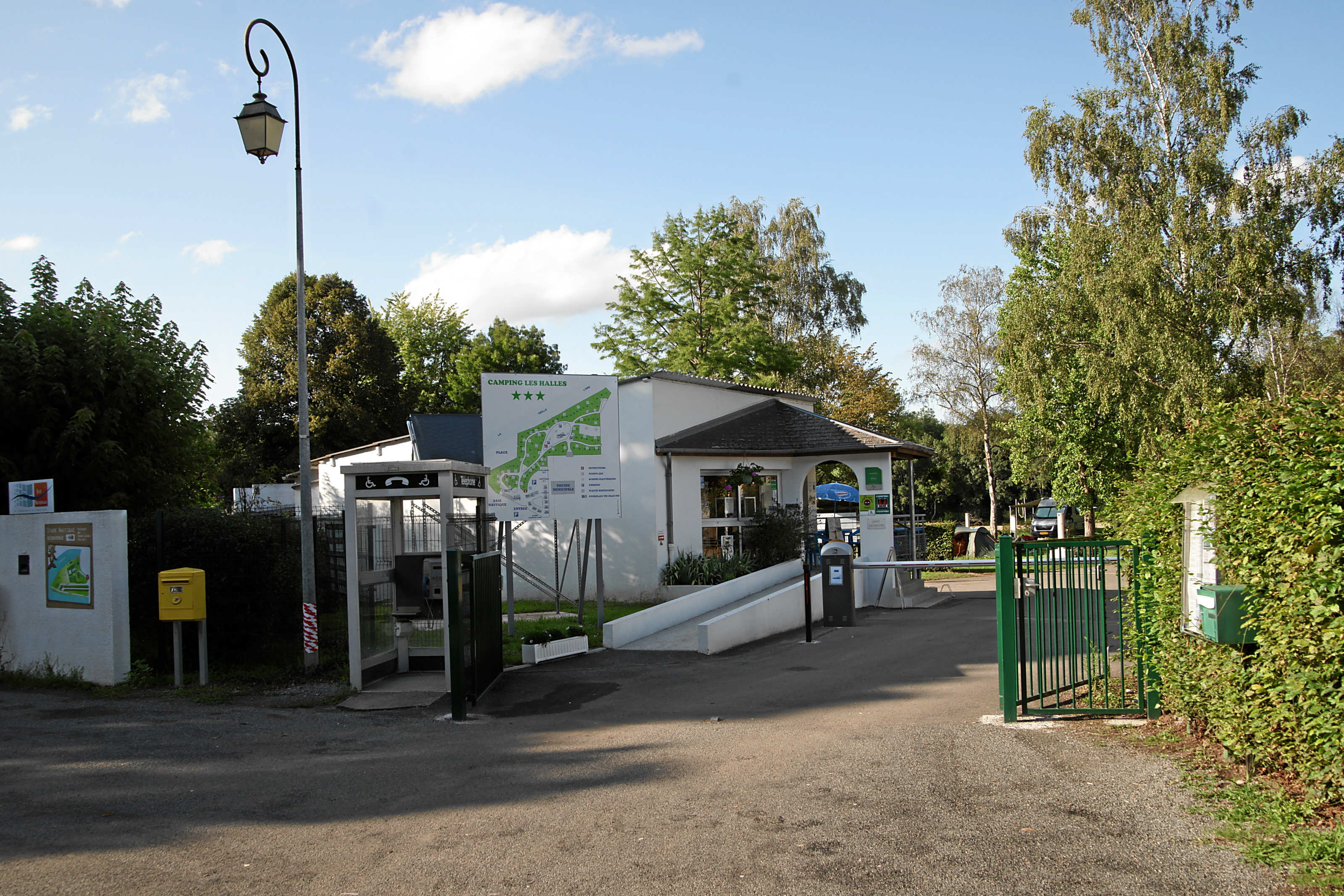
德西兹的一处露营地

德西兹的旅游事务由其所属的南涅夫勒市镇公共社区负责。2022年，德西兹境内共有2家酒店共计26间房间；另有1个露营地，可容纳共92辆露营车。

### 媒体
法国主要的媒体均可在德西兹接收，法国电视三台下属的勃艮第-弗朗什-孔泰大区频道在部分时段播出德西兹所在涅夫勒省的地方新闻。一号广播、震动广播、《中部日报》等是当地主要的地方性媒体。

## 相关人物
法国文学家莫里斯·热纳瓦、诗人卡蒂·雷米和哲学家马克·克雷蓬出生于德西兹。

## 友好城市
截至2020年12月，德西兹共与一座城市互为友好城市关系：
- 德国 贝茨多夫